# 木山光
木山 光（きやま ひかり、1983年10月14日 - ）は、日本の現代音楽の作曲家。岡山県金光町出身。

## 経歴
2006年、東京音楽大学卒業。久留智之、糀場富美子、成田和子、久田典子、三木稔、Daniel Capelletti、Carlo Forlivesi、Claude Ledoux らに師事。
2006年から活動の拠点をオランダに移しハーグ王立音楽院のソノロジーコースと作曲コース修士課程に在籍後、2009年よりベルギー・ブリュッセル王立音楽院に在籍。
2011年からベルギー・モンス王立音楽院大学院に在籍。2011年、打楽器奏者の女性と結婚。

### 活動歴
- 2002年、トングピアノデュオ作曲コンクールに最上位入賞し、日本国外で初めてその作品が演奏される。
  - 第7回東京国際室内楽作曲コンクール入選。
  - 日本現代音楽協会主催コントラバス・フェスタII公募入選。
- 2003年、吹田音楽コンクール作曲部門第2位。
- 2004年には原田力男追悼記念演奏会ピアノ作品公募入選（審査員：大井浩明）。
  - インターナショナル・アンサンブル・モデルン・アカデミーのアクティブ・コンポーザーに選出。アンサンブル・モデルンにより作品が東京芸術劇場において公開実演された。
- 2006年9月、ガウデアムス音楽週間内若手作曲家対象国際コンクールで、室内オーケストラ作品がノミネートされ、オランダの実験アンサンブルLOOSにより演奏された。これは2006年度最年少のノミネート。
  - Associazione Musici Mojanesi主催作品公募木管四重奏部門にて第1位を獲得したことにより、イタリアのArsPublicaから作品演奏が行われ、受賞作に版権が与えられた。
- 2007年3月、Young Composers Meeting 2007にて第1位。この受賞により、次年に行われるYCM2008のためにオーケストラ作品を委嘱された。委嘱作でエレクトロニクスが用いられたのはポーラ・ロビンソンに続き2人目。
  - 同年、Heidelberger Atelier[1]に参加し、リームのレッスンを受ける。
  - サントルアカント講習会2007[2]に参加。
  - アヴァンギャルド・チロル2007[3]に参加。
  - ガウデアムス国際音楽週間2007に前年に続いてノミネートされた。
- ガウデアムス音楽週間2008に前年に続いてノミネート。日本人の3年連続入選は初。3年連続を決めたのはモーリス・ウェディントン、ステファーノ・ジェルヴァゾーニに続き、3人目[4]。
- 2009年2月、メンヒェングラートバッハ市国際作曲コンクール2009第2位及び聴衆賞[5]。
  - 2009年3月末、第5回若手作曲家対象ユルゲンソン国際コンクールのファイナリストに選出[6]。
- 2011年ブローニュ＝ビヤンクール地方音楽院主催教育用作品作曲コンクールで優勝 (ex-aequo) [7]
  - 武生作曲賞2011入選[8]。
  - 第6回JFC作曲賞入賞[9]。
  - 洗足現代音楽作曲コンクールB部門聴衆賞[10]。
  - フランス＝オランダ作曲コンクールでニコラス・ツォルツィスと同着優勝[11]。
- 2012年3月 NEW FORUM - jeune création, an international competition for young composers/sound artistsに日本人としては初入賞[12]。
  - 10月 ISCM世界音楽の日々へ個別投函で入選・ヤングコンポーザーズアワードにノミネートされるも受賞は逃した[13]。
- 2013年10月 ガウデアムス音楽週間内若手作曲家対象国際コンクール[14]に「4度目のノミネート」を果たしている。4度のノミネートはファビアン・スヴェンソンについで、2人目。

## 作風
- 同音連打の乱用、極度の音量への偏愛と共に、書法は演奏者への過酷な要求を伴う。近年では奏者の発声など、劇場的な表現にも興味を移している。ノイズの中から特殊な音程を伴う旋法性が聴かれる事も大きな特徴。彼が使う旋法の一つにA, Bb, B, D, Eb, E, G, G#があり、隣接する音程を3つ重ねると半音トーン・クラスターになることから、「きたない」音質を効率的に生んでいる。その一方で平易な全音階も用いられ、作品全体のトーンに幅を与えている。また、サクソフォーン四重奏のための作品は依頼に応じて調性を用いて書かれている。

- かつて池辺晋一郎は「60人の奏者のためのエネルゲイア」の作品解説で『弦楽器、管楽器などという、一つ一つの楽器の個性を区別しない音響体』の創作プロセスを語った。そのプロセスを現実のものとした木山の作品においては、初期から楽器編成に特徴がみられ、「妨げられ、罵られ、虐げられるもの (2004)」ではモダン・チェンバロとチェレスタのような強音に不向きな楽器ですら、強音のための一素材と化している。また、同一作品上にて楽器編成を異にした複数のヴァージョンを用意することもあり、例えば近年の作品「スリーシェルズ」では各パートにarmと名づけられ、音域の合う楽器で可能な限り全てのヴァージョンを試すことが演奏家に要求されている。本人のプロフィールでは「古代エジプト/ギリシャ音楽から現代音楽、ロックまであらゆる音楽を作曲、復元作曲、蘇曲しようとしている」と記している。

- 「Distortion Orchestra 2005(2005)」はオランダの放送局のアナウンサーの目に留まり、オランダ初演後即座に部分が放送された[15]。この作品は、the Rumor festivalのディレクターGunther Bartenからの要請により、ユトレヒトで再演された。2007年9月には「ラジオ個展」において、一時間に渡って彼の特集が組まれた。

## 作品表

### 管弦楽作品
- Double Concerto EDEN for Clarinet,Harp and Orchestra
- 妨げられ、罵られ、虐げられるもの for chamber orchestra (2004)
- Concerto for 2 Pianos (2004)
- Concerto for Electric Violin (2005)
- Concerto for Alto Sax (2006)
- International short (2007)
  - サントル・アカント講習会内HPで、楽譜が公開されている。

### アンサンブル作品
- kailominoth for chamber ensemble (2002)
- uvala erring for wind ensenble (2002)
- evil dead for 12 players (2003)【吹田音楽コンクール作曲部門第2位】
- Guan-sheng-di-qun (Concerto for B.Sax, Piano&Percussion) (2004)
- Distortion Orchestra 2005 for 7 players with electronics (2005)【ガウデアムス2006ノミネート】
- 666 (2006)
- Luminous Orchestra 2008, for 16 musicians (2007-2008, 10)【ガウデアムス2008ノミネート】
- ハデヴィッヒ for 7 players with electronics (2011)【第6回JFC作曲賞ノミネート】

### 室内楽作品
- eden (1997)【未初演】
- √3, 悲鳴, 碑銘, 金閣寺 for voice performer , Trumpet & piano (1998)
- as fast as possible for Trombone(1999)
- for Flute Marimba 2 Violins
- for Viola and cello
- In the Garden for Flute and Piano (1999)
- The SAD INSECT for Violin and Piano
- BEETLE for Violin solo
- Music For Twins for piano duo（2001 トングピアノデュオ作曲コンクールに最上位入賞）
- 弦楽四重奏曲第一番「永遠に光は我らを虐げ (INSECT)」 for String Quartet (2001)【第7回東京国際室内楽作曲コンクール入選】
- 5,image・いじめ・明治 ユーアンダスターン?（転生済みですか?） for Violin Solo (2002)
- 美しさの理由は過剰な繁殖と繰り返した歴史が教えるそのために卑屈に生きる私をゆるしてください for viola and piano(2002)
- 深い悲しみが、この子の眼を曇らせてしまう for 4cbs (2002) 【現音主催コントラバス・フェスタII公募に入選】
- XERYUSROUGE for Flute,Clarinet and Violin
- 電子オルガンのための狂気の沙汰
- 我らはそこに 窪地を抜けて for 2 Oboes and Metronome (2003)
- Trombone sonata(2003)
- Episexis for fl,cl,vn,vc (2003)
- √2 for fl,cl,vn,vc (2003)
- 変態×100 for Marimba(2003)
- 王の死 for Saxophone and Piano
- 「Delution」 Saxophone Quartet (2003)
- Benedictus for Soprano Recorder doubling Tenor Recorder and Alto Flute
- Benedictus 2 for Clarinet in Bb and Viola
- 「Throunchicaprymce」から for Alto Recorder and Tenor Recorder (2004)
- 1000（01414213562）for 3 Contrabasses (2005)
- Rhythm Reflection II for Woodwind Quartet (2006) 【Associazione Musici Mojanesi主催作品公募木管四重奏部門 第1位】
- 666 2006 for percussion, piano and harpsichord
- Trio for Viola, Flute and Piano（2006）[16]
- Eindhoven Festival Composition for 20 untuned pianos（2007）
- MasatEtude 2007 for cembalo
- AsnEtude 2007 for piano
- 太陽 Sun 2008 for violin , clarinet & 2 pianos
- Kabuki(2009)SQ
- Raga(2009)SQ
- 弦楽四重奏曲第二番(2009)KabukiとRagaを再構成して1曲にした。
- 弦楽四重奏曲第三番(2010)SQ Tomoki Tai委嘱　Tomoki Tai, Yoshu Kamei, Yasutaka Hemmi & Takahiro Yasuda Quartetにより初演
- 左方襲装束 / 右方襲装束(2011)SQ Tomoki Tai, Yoshu Kamei, Yasutaka Hemmi & Takahiro Yasuda Quartetにより初演

### 邦楽器のための作品
- なぜ境地を隠してしまうのかわからない for 13-strings koto
- McBEE for Traditional-Japanese instrumental ensemble
- Tragic for Traditional-Japanese instrumental Quintet
- Addiction for Traditional-Japanese instrumental ensemble (2003)
- Tatahgata Vhailorcyana for Shamisen (2005)
- D・T・TRAIN for Shakuhachi and Shamisen (2006)
- Z century concerto for 2koto and shakuhachi (2006)
- MSN-T CounterPoint Shamisen and 17gen-koto(2007)
- G・G Groove-Mix shamisen and marimba(2009)
- スケープゴート2009 for koto and tape(2009)）

### ピアノ独奏作品
- 塵肺症 (1998)
- 美貌は妬み深く車軸の上に編んだ天蓋から自らを振り切ろうとしている (1999)
- 苦しむ中層雲-1 (2000)
- Infection (2001)
- 苦しむ中層雲-2 (2004)
- 荒み、罵り、虐げ、蔑み
- 外傷性打撲 L123部 打診痛（+）動揺（+） (with electronics,2005)
- 3 Shells (piano version,2006)[17]CDレーベル「スリーシェルズ」のレコーディングへ立ち会いその印象を元に作曲した（CDレーベルのスリーシェルズは2004年から運営）。
- 4 Shells (piano version,2006)
- 無実の投獄者 (2007)

### 声楽作品
- はし for Chorus
- Stabat Mater for Shakuhachi in D,Voice Performer&electronics (Works with electronics)（2005-6）
- 国歌斉唱（創造神は十代で逝去したとされている） for 4 voice performers&Percussion （2005）
- Over Drive Chorus for four players（2006 国歌斉唱の改作）【ガウデアムス2007ノミネート】
- Hello Kitty Guy 2007 = Watashiba kichigai（2007）【Young Composers Meeting 2007 第1位】

### その他の作品
- 暗黒舞踏伴奏曲 for Vn and Percussion (2003)
- 国立国ゾンビ展のための音楽（ゾンビオペラ） for 4 Zombie Performer,E.guitar,vc,mac,noise machine and percussion（2006）（他3名の作曲家との合作）

### 付記
以上、未初演の作品も多数含まれる。創作リストは武満徹没後の1996年から始まっている。

## CD
- 『message-三味線独奏曲集-』SCD-013/015 発売元 SION RECORDS
- 『三絃 野澤徹也4 パッセージ』SCD-016 発売元 SION RECORDS

## ラジオ個展
Next radio program broadcasted, september 3rd 2007, from 18.00h until 19.00h. (www.concertzender.nl)